# Napalm

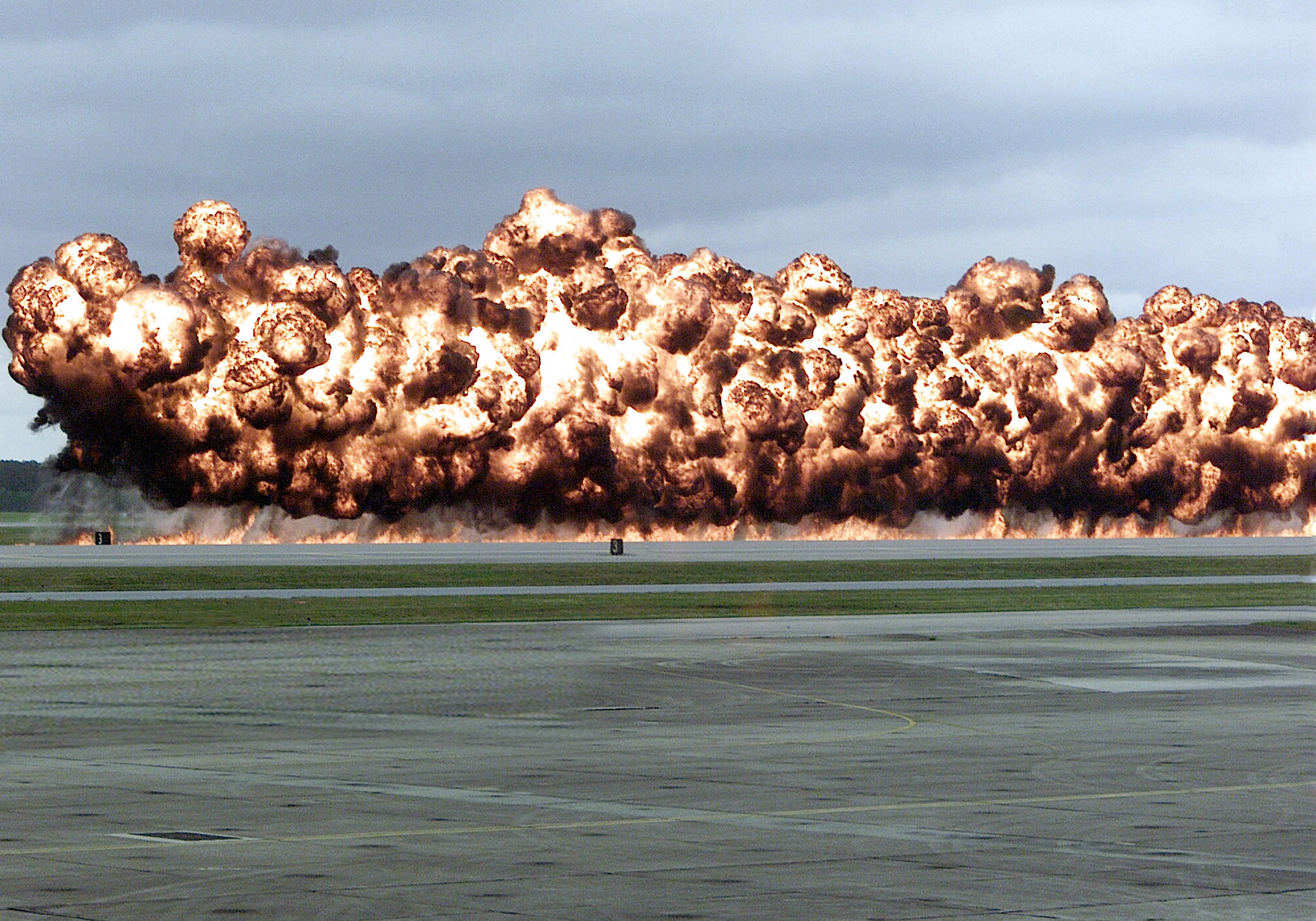
Simulazione di attacco con il napalm durante un air show, 3 maggio 2003

Il napalm è un derivato dell'acido naftenico e dell'acido palmitico utilizzato per costruire bombe e mine incendiarie, oltre che come combustibile per lanciafiamme.
I sali più usati sono il naftenato di alluminio e il palmitato di sodio; il nome infatti deriva dalla fusione di naftenico e palmitico. Si tratta di una emulsione altamente infiammabile che viene preparata poco prima dell'uso bellico e non può essere conservata per lunghi periodi.

## Storia

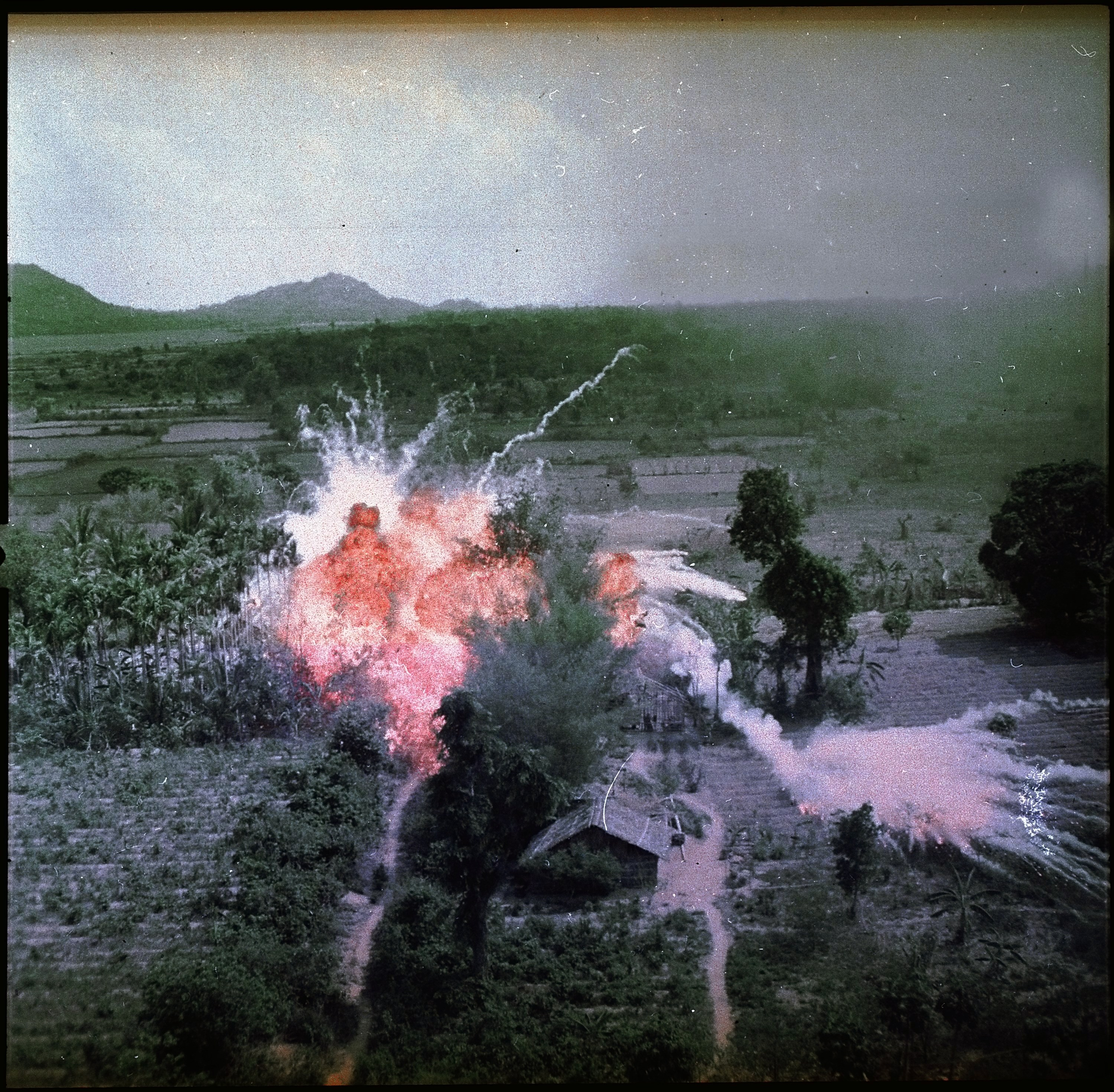
Attacco statunitense contro posizioni Viet cong, sud di Saigon (1965)

L'invenzione del napalm risale alla seconda guerra mondiale, precisamente al 1942, e avvenne ad opera di un team di scienziati guidati dal chimico statunitense Louis Fieser. Il primo agente gelificante utilizzato per la benzina fu il palmitato di sodio. Durante la seconda guerra mondiale i tedeschi usavano il naftenato di alluminio per gelificare la benzina, composto che veniva usato nei lanciafiamme per diminuire i vapori infiammabili che si formavano nel serbatoio, evitando che quest'ultimo potesse esplodere. Inoltre la presenza del sale d'alluminio ne aumentava il potere calorifico durante la combustione, cosa che non faceva il palmitato. Rispetto alla semplice benzina il napalm presenta inoltre il vantaggio di essere impermeabile all'acqua.
Durante la seconda guerra mondiale fu sperimentato dagli Stati Uniti in Italia in più occasioni: nello sbarco a Salerno del 9 settembre 1943 i lanciafiamme erano infatti a napalm; nell'inverno del 1944, in dieci giorni di bombardamento aereo presso il fiume Senio, in Romagna, durante l'Operazione Pancake furono colpiti settantaquattro obiettivi con oltre millecento tonnellate di bombe al napalm; il 12 ottobre 1944 i dintorni di Bologna furono bombardati al napalm con un'incursione di sessanta aeroplani, cui seguì la cattura di alcuni soldati tedeschi sopravvissuti, per verificare sia l'efficacia dell'arma sia il suo effetto psicologico sul nemico.
Il primo uso registrato di bombe al napalm risale al 6 marzo 1944, durante un bombardamento su Berlino.
Durante l'offensiva delle Ardenne fu bombardata con il napalm una cittadina tedesca al confine con il Belgio, ma un uso ben più intenso si vide nell'agosto del 1944 in Bretagna, quando — durante la battaglia di Saint-Malo — il centro storico della città (Intra Muros) fu quasi totalmente distrutto da bombardamenti e incendi, causati da bombe al napalm e al fosforo. Le foto scattate dalla fotografa di guerra Elizabeth Lee Miller, che documentarono quanto avvenuto, furono pubblicate molti decenni dopo.
Tuttavia l'uso su larga scala del napalm avvenne nei bombardamenti di Tokyo in cui decine di km quadrati furono distrutti dal fuoco.
Durante la guerra del Vietnam fu messa a punto una variante, denominata napalm-B, in cui al posto della benzina vi è una miscela di polistirene in soluzione di benzene e benzina cui si aggiunge fosforo bianco, che facilita l'accensione durante la dispersione del gel nell'aria, aumentandone gli effetti.
L'uso del napalm non è in assoluto proibito durante le ostilità, ma è vietato per gli attacchi contro i civili. Questo protocollo è stato firmato in una riunione delle Nazioni Unite nel 1980.

## Nella cultura di massa
Nel film Apocalypse Now il tenente colonnello Kilgore cita il napalm così:
Un attacco aereo con utilizzo di napalm è presente anche nel film Forrest Gump quando il soldato Forrest Gump sta traendo in salvo l'amico e commilitone Bubba in una foresta vietnamita.
La band inglese grindcore Napalm Death si ispira per il proprio nome al napalm.